# Allotrope Simple Model
Allotrope Simple Model (ASM) ist ein offenes Dateiformat der Allotrope Foundation für Messdaten in der instrumentellen Analytik, das auf JSON basiert. Wie das Allotrope Data Format basiert es auf den Allotrope Foundation Ontologies (AFO), welche ebenfalls von der Stiftung kuriert werden. Das Format wird mithilfe von JSON Schema herstellerübergreifend standardisiert, verknüpft die Daten semantisch und ist auf Abwärtskompatibilität ausgelegt. Die veröffentlichten Schema werden durch ein Manifest definiert, ordnen die Daten hierarchisch an und sind spezifisch für das jeweilige instrumentelle Verfahren. Diese werden innerhalb von Arbeitsgruppen aus Mitgliedern erstellt, überarbeitet und von der Stiftung unter einer Creative Commons Lizenz veröffentlicht.